# 청도우리정신문화재단
청도우리정신문화재단은 대한민국의 재단법인이다. 본부는 경상북도 청도군 매전면 청려로 3017 (구, 관하초등학교 2층)에 위치하고 있다.

## 연혁
2012년 5월 16일 청도우리정신 글로벌화 교육특구로 지정

2013년 10월 24일 「청도우리정신문화재단 설립 및 운영에 관한 조례

2014년 2월 26일 재단임시사무실 개소

## 설립목적 및 배경
산업화 및 사회구조의 변화로 청소년, 노인문제 등의 다양한 문제가 대두되고 있어 청도군은 2012년 5월 청도우리정신 글로벌화 교육특구를 지정받게 되었다. 이에 청도군에서는 청도에서 발상된 화랑정신, 새마을정신, 정도정신을 문화 관광 및 교육사업으로 발전시켜 새로운 정신문화를 계승, 발전시킬 뿐만 아니라 정신문화자산을 활용한 인성과 심성의 메카로 거듭나고자 청도우리정신문화재단을 설립하게 되었다.

## 주요 업무
1. 청도군 3대문화권(신화랑풍류체험벨트사업) 시설의 관리 및 운영에 관한 사업
2. 청도군 새마을발상지문화관광 시설의 관리 및 운영에 관한 사업
3. 청도우리정신문화의 연구 및 개발에 관한 사업
4. 청도우리정신문화의 보존 및 육성, 교육, 문화체험에 관한 사업